# Рівнянська сільська рада (Новоукраїнський район)
| Рівнянська сільська́ ра́да — сільська рада, територія якої відноситься до складу Новоукраїнського району Кіровоградської області, Україна. Центром сільради є село Рівне. Сільській раді підпорядковані населені пункти: - с. Рівне - с. Вільне - с. Іванівці - с. Лозуватка - с. Радісне - с. Червоний Ташлик |

Село Стоянівка виключине з облікових даних.
Населення сільради 5 428 осіб.

## Історія
Утворена в 1954 році шляхом об'єднання (Рівнянської Першої, Другої, Третьої) сільрад. Центром залишено с. Рівне.

## Населення
Згідно з переписом УРСР 1989 року чисельність наявного населення сільської ради становила 6781 особа, з яких 3114 чоловіків та 3667 жінок.
За переписом населення України 2001 року в сільській раді мешкало 5947 осіб.

### Мова
Розподіл населення за рідною мовою за даними перепису 2001 року:
| Мова       | Відсоток |
| ---------- | -------- |
| українська | 97,09 %  |
| молдовська | 1,28 %   |
| російська  | 1,24 %   |
| вірменська | 0,13 %   |
| циганська  | 0,05 %   |
| білоруська | 0,03 %   |
| польська   | 0,02 %   |
| румунська  | 0,02 %   |

## Склад ради
Рада складається з 30 депутатів та голови.

### Керівний склад ради
| ПІБ                              | Основні відомості                                                                             | Дата обрання | Дата звільнення |
| -------------------------------- | --------------------------------------------------------------------------------------------- | ------------ | --------------- |
| Мартинюк Денис Мартинович        | Сільський голова                                                                              | 1954         | 1974            |
| Шамшур Петро Іванович            | Сільський голова                                                                              | 1974         | 1989            |
| Лисогор Григорій Миколайович     | Сільський голова                                                                              | 1989         | 1990            |
| Вербицький Володимир Федосійович | Сільський голова                                                                              | 1990         | 1991            |
| Павленко Марія Іванівна          | Сільський голова                                                                              | 1994         | 1996            |
| Гаршанов Олександр Семенович     | Сільський голова                                                                              | 1996         | 1997            |
| Іващенко Любов Юріївна           | Сільський голова                                                                              | 1998         | 2001            |
| Ясинський Василь Іванович        | Сільський голова                                                                              | 2001         | 26.03.2006      |
| Неділько Віктор Сергійович       | Сільський голова, 1955 року народження, освіта, член Всеукраїнського об'єднання «Батьківщина» | 26.03.2006   | 31.10.2010      |
| Неділько Віктор Сергійович       | Сільський голова, 1955 року народження, освіта вища, член Партії регіонів                     | 31.10.2010   | 25.10.2016      |
| Неділько Віктор Сергійович       | Сільський голова, 1955 року народження, освіта вища,беспартійний                              | 25.10.2016   |                 |
| Пєшехонов Олександр Дмитрович    | Сільський голова 1990 року народження, освіта вища, безпартійний                              | 25.10.2020   |                 |

Примітка: таблиця складена за даними джерела